# Ruslan Gordiyenko
Ruslan Yevgenyevich Gordiyenko (tiếng Nga: Руслан Евгеньевич Гордиенко; sinh ngày 17 tháng 2 năm 1995) là một cầu thủ bóng đá người Nga thi đấu cho F.K. Luch-Energiya Vladivostok.

## Sự nghiệp câu lạc bộ
Anh có màn ra mắt tại Giải bóng đá Quốc gia Nga cho F.K. Luch-Energiya Vladivostok vào ngày 29 tháng 3 năm 2015 trong trận đấu với F.K. Anzhi Makhachkala.